# Короткометражные фильмы Дэвида Линча
Короткометражные фильмы Дэвида Линча — сборник коротких фильмов Д. Линча, который появился в продаже в 1988 году. Каждая картина сопровождалась его комментариями. В сборник вошли пять лент: «Шестеро заболевают», «Алфавит», «Бабушка», «Женщина с отрубленной ногой» и «Ковбой и француз». В 2002 году фильмы были переизданы на DVD. В конце зрителям предлагался бонус в виде 55-секундного ролика, снятого на камеру, которой пользовались Братья Люмьер.
В 2002 году режиссёр выложил новые короткометражные фильмы «Кролики», «Тёмная комната» и «Страна тупых» на своём официальном сайте, они были доступны только для платных подписчиков. В 2007 году «Тёмная комната» и «Лодка» вышли на DVD в сборнике Dynamic: 01, который содержит ещё шесть короткометражек, а также ответы Линча на вопросы. «Кролики» и «Страна тупых» тоже были изданы на DVD в 2005 и 2008 годах соответственно.

## Шестеро заболевают
Первый фильм Дэвида Линча, снятый им в 20 лет, во время учёбы в Пенсильванской академии художеств. Бюджет составил 200 $. Анимационная картина представляет собой повторение эпизода, описанного в названии картины, шесть раз.

Экспериментальная скульптура Дэвида Линча

Дэвид Линч: «Шёл 1967 год. Я учился в Академии Изящных Искусств в Филадельфии, штат Пенсильвания. Каждый год в конце учебного года проводился экспериментальный конкурс по скульптуре и живописи. Ранее в этом году я сидел в кабинете — это была большая студия в той академии, где люди имели небольшие рабочие места, отделённые друг от друга, где они могли заниматься живописью. Я нарисовал чёрную картину: там был нарисован зелёный сад на чёрном фоне. Зелёные растения как бы возникали из черноты. Понимаете, тёмно-зелёное из чёрного. Я смотрел на эту картину и услышал ветер, видел, как картина начинает двигаться. Именно с этого всё и началось. Я хотел увидеть, как живопись двигается под звук. Именно это и привело к анимационному проекту на скульптурном экране. Всё началось с экспериментального конкурса по живописи и лепке. Я создал этот скульптурный экран, примерно шесть футов на восемь, и создал примерно минуту анимации, которая должна была быть спроецирована на этот экран. Также мы записали звук сирены и зациклили её».

## Алфавит
После успешного участия Дэвида Линча в конкурсе на присуждение ежегодной премии доктора Вильяма С. Бидла Кэдволодера со своим первым фильмом «Шестеро заболевают» член судейской комиссии Бартон Вассерман принял решение спонсировать следующий проект молодого режиссёра. Он вручил ему 1000 $ и попросил снять «нечто подобное». Половину суммы Линч потратил на покупку подержанной камеры «Болекс», которая впоследствии оказалась неисправна. На монтаже выяснилось, что весь отснятый материал безвозвратно потерян.
Несмотря на постигшую Линча неудачу, на оставшиеся после покупки камеры деньги он создает картину «Алфавит». В интервью Линч говорит о замысле фильма: «Я подумал: „С такими деньгами можно снять многое“. Я должен был купить себе собственную камеру. Я пошёл в „Фотораму“ в центре Филадельфии ещё до того, как мне были выплачены деньги. Я увидел „Болекс“ — это была моя мечта. Он был в кожаном футляре, практически в идеальном состоянии и стоил примерно 500 долларов. Поэтому я попросил продавцов, чтобы они оставили эту камеру мне. Они мне отказали, потому что если кто-то придёт и предложит за неё хорошие деньги, они продадут эту камеру. Магазин уже должен был закрываться, поэтому я сказал, что приду завтра. „Во сколько вы открываетесь?“ — спросил я. Они сказали: „В восемь“. Я должен был не спать всю ночь — это была бессонная ночь. Я получил деньги у Бартона и ровно в восемь утра пошёл в „Фотораму“. Чек на ту камеру до сих пор остался у меня. Чек от „Болекса“. Она стоила 470 долларов и 28 центов. Итак, я купил „Болекс“, завёл эту камеру. Там есть такой двигатель, необходимо снять его с предохранителя, и мотор начинает работать. Итак, я начал работать. Начал заниматься анимацией. Примерно два месяца я рисовал. Я хотел создать фильм на экране восемь футов на десять, треть которого должна была быть с актёрами, а ещё две трети — анимация. Поэтому я сразу отделил одну треть и пытался создать как можно более чёткие очертания, а две трети были нарисованы. Ролик был примерно на 1000 футов, он находился в „Болексе“, поэтому настал день, когда нужно было вытащить этот ролик из камеры и отправить его в лабораторию. Я сделал это, потом мне пришлось ждать. Я вернулся примерно через два дня и получил ленту. Я помню, как я стоял на первой ступеньке крыльца с этим роликом и хотел посмотреть, что же я снял с самого начала. И начал со счастьем в душе разматывать этот ролик. Каждый раз, вы знаете, в самом начале есть функциональные кадры, и потом вдруг начинается самое интересное. Но я видел только пятно, одно большое серое пятно на всех кадрах, никакой раскадровки, просто постоянное пятно — больше ничего. Я мог сказать, что что-то там происходит, но что именно я не знал — просто пятна. В то время я подумал: это катастрофа, и тем не менее я не мог расстраиваться. В самом начале, конечно, я очень расстроился, а потом это сменилось другой эмоцией — я не могу это объяснить. Вскоре после этого я позвонил Бартону, и он сказал: „Возьми остальные деньги и делай с ними всё, что хочешь. Самое главное отдай мне отпечаток“. Это и привело к фильму „Алфавит“. В то время я был женат на Пэгги, формально её звали Пэгги Ланс, она жила в Честот-Хилл в пригороде Филадельфии. Пэгги также училась в Академии Изящных Искусств, как и я. Пэгги была самой красивой девушкой, у неё был великолепный певческий голос, она великолепно рисовала. Пэгги однажды была в гостях у своих родителей, и там же находилась её маленькая племянница. Кажется она лежала в тёмной комнате в маленькой кровати и ей приснился кошмар. Она всё время повторяла алфавит в этом кошмаре. Поэтому Пэгги рассказала мне об этом случае, возможно, это и вызвало что-то у меня в мозгу, поэтому я начал работать над фильмом „Алфавит“, который был основан на том, что приснилось маленькой племяннице Пэгги и то, что я представил».
В главной роли в фильме снялась сама Пэгги Ланс. Звуковой ряд представляет собой перечисление букв английского алфавита, шум ветра, звук сирены и плач. Над звуком «Алфавита» Линч работал в лаборатории Кельвина Де Вранса, где познакомился со звукорежиссёром Хербом Кардвэлом, с которым позже работал над фильмом «Голова-ластик».

## Бабушка
Пожалуй, для раннего творчества Линча «Бабушка» стала самым важным этапом. В этом фильме впервые появляется полноценный актёрский состав. Философская абстракция первых двух фильмов проектируется на жизнь семьи, обогащается диалогами и неожиданными сюжетными поворотами. Роли исполнили знакомые режиссёра. Мальчика сыграл соседский паренёк Ричард Вайт, бабушку — Дороти МакДжинис, мать и отца — друзья Линча по художественной школе Вирджиния Мэйтлэнд и Роберт Чадвик.
Дэвид Линч: «Снимая „Алфавит“, я как бы заболел. Я не знаю, что бы случилось после определённого времени, если бы мне дали „зелёный свет“, но у меня началась „фиксация“ на кино. И я действительно хотел сделать что-то большее. Я написал сценарий. Это был очень короткий и сконцентрированный фрагмент, там не было формы, как в настоящем сценарии. По-моему, он был длиной в восемь страниц и состоял из предложений, знаете, только из предложений. Линии предложений. Всё разбито: сцены, разные дубли. В то время мой друг Бушанел Киллер абсолютно изменил мою жизнь и помог мне во многих критических моментах. Так вот, именно тогда Бушанел и его жена Труди рассказали мне об Американском Киноинституте, который тогда только появился. Он находился в Вашингтоне на Эйч-стрит, Бушанел и его жена жили там недалеко. Там была программа независимых грантов, и Бушанел сказал: „Тебе нужно подать прошение на грант“. Я подумал об этом и занялся этим поподробнее. Я понял, что для этого нужно сдать свою предыдущую работу и сценарий будущего фильма. Эти вещи у меня были, поэтому я и подал прошение. Я ждал. Пока я ждал, я познакомился с группой, которая подала свои заявления раньше — эти заявления подавались 4 раза в год, а первая группа уже была объявлена. Я начал учиться тому, как снимается подпольное кино. Многие из этих людей работали в кино уже долго, и мне, наконец, стало совершенно ясно, что я — дурак. В то время я понял, что у меня нет ни малейшего шанса на получение этой стипендии, и я продолжал работать в фотоателье. Однажды в Филадельфии был очень дождливый день, я вышел из дома на работу, а Пэгги оставалась дома. Я сказал ей: „Если что-то интересное случится, позвони мне“. Она сказала: „Ты позвони мне, если что-нибудь случится“. Итак, я уехал в Джормен-Таун, где работал, и начал, как всегда, заниматься своими фотоснимками. Затем, после обеда, зазвонил телефон. Я слышал, как он звонил, но такие звонки бывали каждый день. Я помню этот телефонный звонок. Именно Пэгги звонила мне тогда. Но она говорила с Роджером — моим боссом. Роджер спустился ко мне и сказал: „Сейчас тебе позвонят. Примерно через пару минут. Жди“. Как будто бы он что-то уже знал. Затем прошло несколько минут, и зазвонил телефон. Я поднял трубку — это был Дж. Стивенсон Мл. и Тони Валлоне. Тот телефонный звонок полностью изменил мою жизнь. Мне выдали грант на съёмку фильма».
«Бабушка» стала переходным этапом от любительского увлечения съёмками к большому кино. Возникающая в «Бабушке» тема появляющегося из ниоткуда существа (бабушка «рождается» из большого ореха) будет переосмыслена в фильме 1977 года «Голова-ластик». В «Бабушке» появляются фирменные линчевские шумы, которые не замолкнут в «Человеке-слоне». В этом фильме Линч также предлагает смелые цветовые решения, создаёт новые анимационные картины и сочетает разные виды плёнок.

## Женщина с отрубленной ногой
Фильм был снят во время вынужденного перерыва в работе над «Головой-ластиком», когда у Линча закончились деньги. Фредерик Элмс от имени Американского Института Кинематографии попросил режиссёра протестировать два вида видеокассет, чтобы позже закупить такие кассеты для института. Линч решил снять на две кассеты короткометражный фильм. На протяжении «Женщины с отрубленной ногой» женщина (Кэтрин Колсон), сидя в кресле, пишет письмо, а медсестра (её играет сам Дэвид Линч) проводит обработку обрубков её ампутированных ног. Сцена повторяется два раза.
Дэвид Линч вспоминает: "Шёл 1973 год. Мы снимали «Голову-Ластик» примерно год, и в то время нам не хватало денег. Это было тяжёлое время. Примерно тогда Фрэд пришёл к нам однажды и сказал, что ему предложили снять небольшой фильм с двумя чёрно-белыми планами. Фрэд рассказал мне, что Американский Киноинститут покупает старые видеоленты, и тогда я опечалился, потому что я подумал, что, возможно, они изменят своё название на «Американский Видеоинститут». Я посмотрел на Фрэда, и мне в голову пришла мысль. Я сказал: «Фрэд, это неважно, что ты будешь снимать?» Он сказал: «О чём ты?» Я ответил: «Можно снимать всё что угодно? Два раза с двух точек или, может быть, одно и то же просто два раза? Почему бы нет? Можно написать что-нибудь, и назавтра мы всё снимем». И он сказал: «Хорошо».
Режиссёр Питер Гринуэй о фильме: «I suppose I have a concern for this extraordinary, beautiful, amazing, exciting, taxonomically brilliant world that we live in, but we keep fucking it up all the time».

## Ковбой и француз
оригинальное название: Les Français vus par: The Cowboy and the Frenchman
год: 1988
продолжительность: 25 мин.
Неожиданный фильм для Линча. Этот выполненный в цвете комедийный вестерн раскрывает противостояние двух культур: американской и французской. В основе фильма — скетчи на тему случайной поездки француза на ранчо к ковбоям.
«Ковбой и француз» — часть задуманной французским журналом «Фигаро» и компанией «Эрато Филмс» серии «Французы, увиденные глазами…» (Les Français vus par…).
«Ковбой и француз» (англ.) на сайте Internet Movie Database
Тема ковбоев в фильме «Малхолланд Драйв»

## Индустриальная симфония № 1: Сон девушки с разбитым сердцем
оригинальное название: Industrial Symphony No. 1: The Dream of the Broken Hearted
год: 1990
продолжительность: 50 мин.
В этой музыкальной фантазии Дэвид Линч экспериментирует над формой, импровизирует при помощи камеры, света, цвета и постановочных эффектов. Центральный мотив разбитого сердца своеобразно экранизирован в виде сна или подсознательных ощущений отвергнутой девушки. Сюрреалистические видения разворачиваются на фоне загадочных сооружений. Музыка Анджело Бадаламенти на тексты самого Линча лишь усиливают эффект мрачности и таинственности. А слово «любовь» здесь обязательно рифмуется со словом «кровь».
«Индустриальная симфония №1: Сон девушки с разбитым сердцем» (англ.) на сайте Internet Movie Database
Страница фильма «Индустриальная симфония № 1: Сон девушки с разбитым сердцем» на David Lynch Info

## Кролики
оригинальное название: Rabbits
год: 2002
продолжительность: 50 мин.
Фильм, состоящий из восьми эпизодов о повседневной жизни людей, переодетых кроликами. Каждый эпизод показывает некую комнату и содержит скетчи с неожиданными диалогами трех людей-кроликов, каждый из которых ведет свою собственную игру.
«Кролики» сопровождены мрачными титрами: «В безымянном городе, пораженном непрекращающимся дождем… в страшной фантазии живут три кролика».
Роли кроликов исполняют актёры фильма «Малхолланд Драйв»: Наоми Уоттс, Лаура Хэрринг, Ребека Дель Рио и Скотт Коффи.
«Кролики» (англ.) на сайте Internet Movie Database
Интервью Дэвида Линча о «Кроликах» и о своем сайте.

## Тёмная комната
оригинальное название: Darkened Room
год: 2002
продолжительность: 8 мин.
Этот фильм, также как и «Кролики» — эксклюзивный проект для сайта . Премьера картины состоялась вскоре после выхода на экраны фильма «Малхолланд Драйв».
«Тёмная комната» (англ.) на сайте Internet Movie Database

## Лодка
оригинальное название: Boat
год: 2007
продолжительность: 8 мин.
Фильм снят на цифровую камеру. Мужчина в исполнении самого Линча отправляется кататься на лодке, а всё происходящее комментируется голосом девушки.
«Лодка» (англ.) на сайте Internet Movie Database